# Mičio Jasuda
Mičio Jasuda (japonsko 保田 道夫), japonski nogometaš, 10. november 1949.
Za japonsko reprezentanco je odigral eno uradno tekmo.